# Úhrov

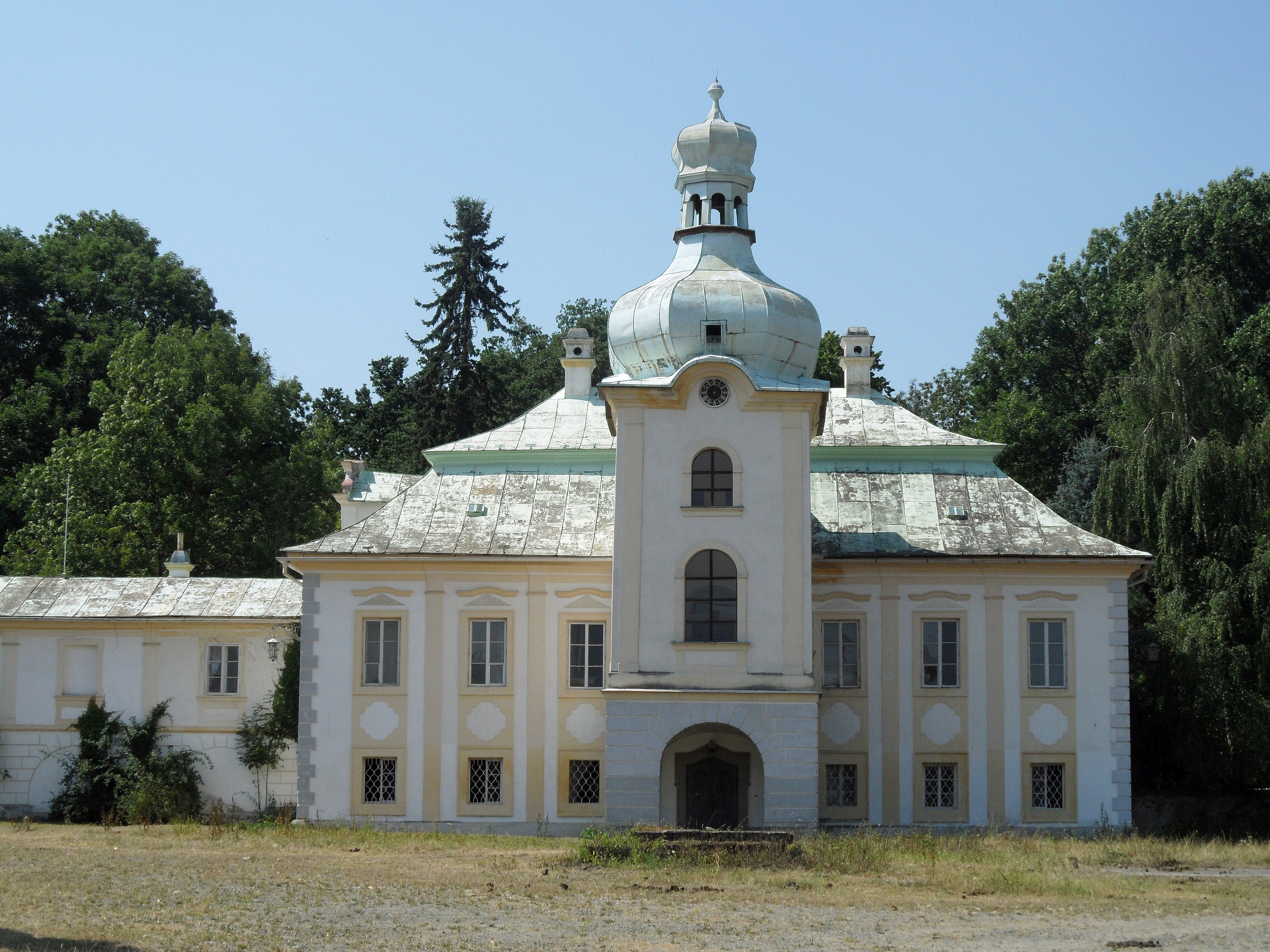
Schloss Úhrov

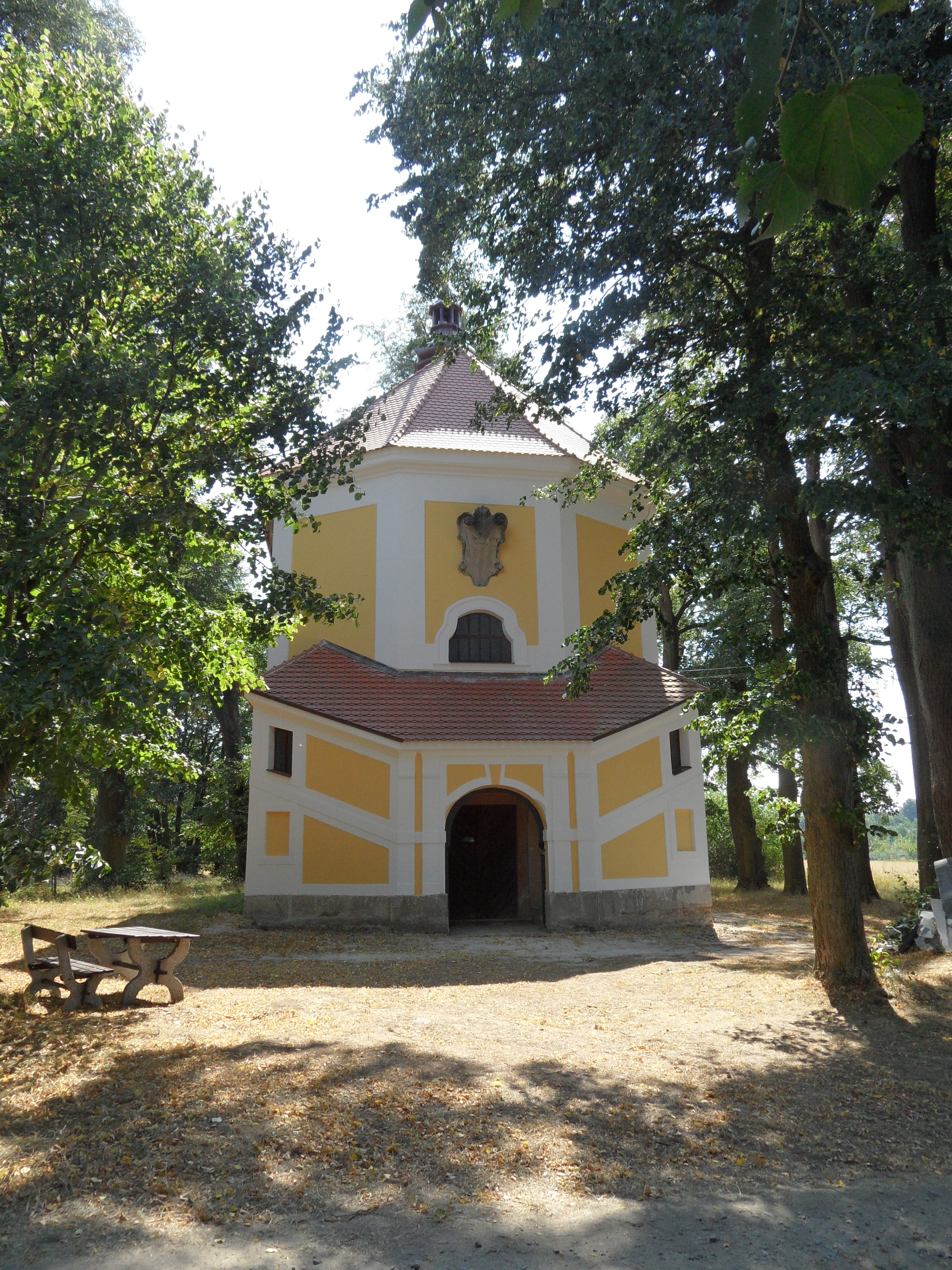
Kapelle des hl. Antonius von Padua

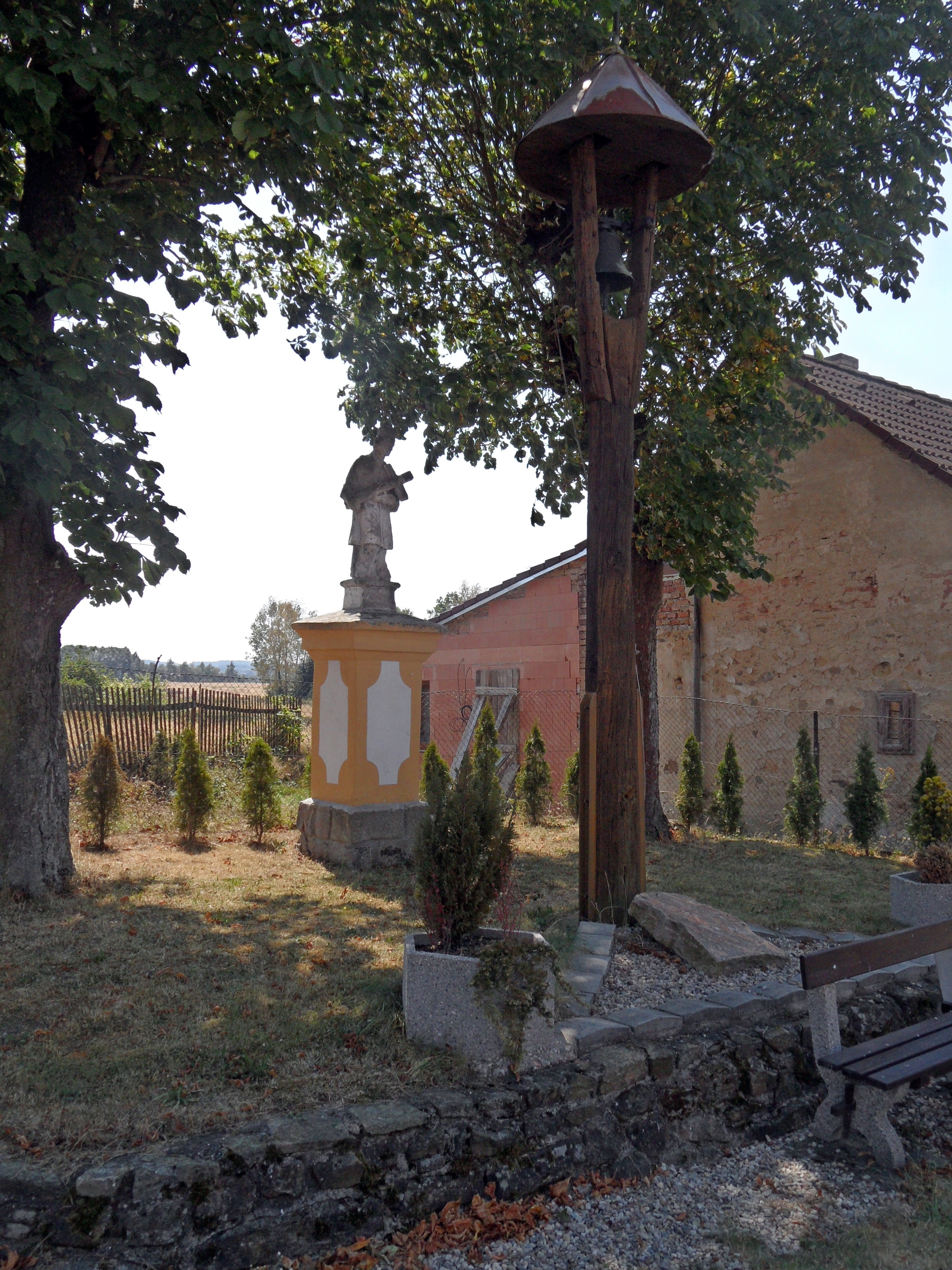
Statue des hl. Johannes von Nepomuk und Glockenbaum

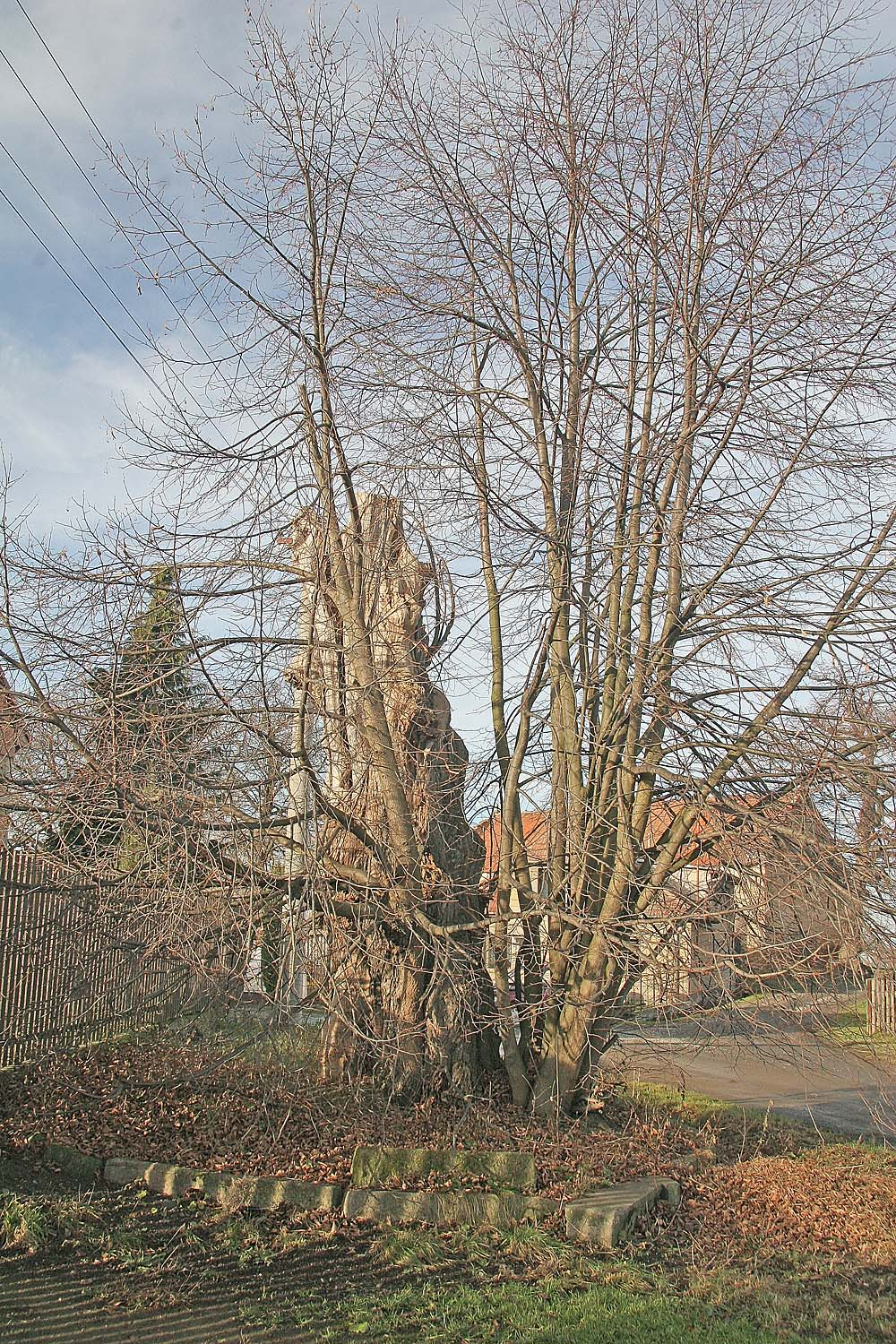
Torso der alten Georgs-Linde (2006)

Úhrov (deutsch Auhrow, auch Auerhof) ist ein Ortsteil der Gemeinde Kraborovice in Tschechien. Er liegt sieben Kilometer östlich von Golčův Jeníkov und gehört zum Okres Havlíčkův Brod.

## Geographie
Úhrov befindet sich auf einem Höhenzug zwischen den Tälern der Doubravka (Borekbach) und der Doubrava in der Hornosázavská pahorkatina (Hügelland an der oberen Sázava). Am westlichen Ortsrand liegen die Teiche Kovárník und Jordán, nördlich die Talsperre Pařížov. Im Südosten erhebt sich die Výrovka (422 m n.m.). Das Doubravatal nördlich des Dorfes bildet den Naturpark Doubrava.
Nachbarorte sind Moravany und Pařížov im Norden, Malejov, Běstvina, Na Pilce, Úhrovský Mlýn und Spačice im Nordosten, Rostejn, Roubalka und Ostružno im Osten, Vestecká Lhotka und Borek im Südosten, Kraborovice und Točice im Süden, Sychrov und Černá Pila im Südwesten, Klášter und Vilémov im Westen sowie Heřmanice im Nordwesten.

## Geschichte
Die erste schriftliche Erwähnung des zu den Gütern der Lichtenburg gehörigen Dorfes Úhrov erfolgte 1469 während des Böhmisch-Ungarischen Krieges. Nachdem die Ungarn auf ihrem Marsch nach Kuttenberg am 27. Februar im Doubravatal von den böhmischen Truppen eingekesselt waren, traf sich König Georg von Podiebrad in der Ruine der Feste des niedergebrannten Dorfes Úhrov zu einem Vieraugengespräch mit seinem Widersacher und vormaligen Schwiegersohn Matthias Corvinus, der dabei die Einstellung der Feindseligkeiten versprach.
Im 16. Jahrhundert gehörte das Gut Úhrov zur Herrschaft Lipnice. Nach der Verlegung des Sitzes nach Světlá wurde Úhrov Teil der Herrschaft Světlá. Später verkauften die Herren Trčka von Lípa das Gut Úhrov an das Gut Vestec. Nach der Schlacht am Weißen Berg wurde Úhrov im Jahre 1623 an die Herrschaft Ronov veräußert. Während des Dreißigjährigen Krieges erlosch Úhrov, in der berní rula von 1654 wurde das Dorf als wüst bezeichnet.
Im Jahre 1693 erwarb Franz Wenzel Wltawsky von Mannswerth Úhrov als landtäfliges Gut. Er ließ zunächst an der Stelle des wüsten Dorfes einen Herrenhof errichten und einige Jahre später östlich davon das Dorf Úhrov erneuern. Zu Beginn des 18. Jahrhunderts ließ Wltawsky von Mannswerth an der Westseite des Hofes ein Barockschloss errichten. Nachfolgende Besitzer des Gutes waren zwischen 1730 und 1736 Karl Joachim von Breda und danach Ignaz Kajetan Dubský von Vitiněves; letzterer verkaufte das Gut 1745 an den kaiserlichen Feldmarschallleutnant Joseph Karl Bernes von Rosana. Dessen Frau Anna Maria, geborene Gräfin Desfours erwarb im selben Jahre das Gut Příbram und kaufte 1746 von Karl Zadubský von Schönthal noch das Gut Negepin auf. Sie wurde 1751 zur Universalerbin des Grafen Bernes und heiratete ein Jahr später Wenzel Peter Dobrženský von Dobrženitz, dem sie im Ehevertrag die Güter Úhrov und Příbram überschrieb. Dieser vereinigte beide Güter, wie auch Negepin, das er 1765 von seiner Frau erbte. Da Wenzel Peter Dobrženský keine Nachkommen hatte, vererbte er seine drei Güter 1783 seinem Bruder Johann Joseph Dobrženský († 1796). Dessen Söhne teilten nach Erreichen der Volljährigkeit 1807 in einem Erbvergleich ihren Besitz: Johann Wenzel Dobrženský erhielt Dobřenice und Neděliště, sein Bruder Prokop Úhrov, Nejepín und Příbram. 1815 vererbte Prokop Dobrženský von Dobrženitz die Güter seinem Sohn Wenzel Peter.
Im Jahre 1840 umfasste das im Caslauer Kreis gelegene, vereinigte Gut Auhrow samt Přibram und Negepin eine Nutzfläche von 3778 Joch 490 Quadratklafter, die überwiegend Ackerland waren. Auf dem Gebiet lebten 1694 tschechischsprachige Menschen, darunter vier jüdische und eine helvetische Familie. Zum Gut Auhrow gehörten die Dörfer Auhrow und Kraborowitz, zum Gut Přibram der Markt Přibram und die Dörfer Daltschitz, Jaroschau (Jarošov) und Kosstisstan; das Gut Negepin umfasste nur das gleichnamige Dorf mit einigen Einschichten. Die Herrschaft unterhielt vier Meierhöfe mit Schäfereien in Auhrow, Daltschitz, Negepin und Dreihöfen sowie zwei weitere Schafställe. Die Wälder mit einer Gesamtfläche von 825 Joch 1352 Quadratklafter waren in die Forstreviere Auhrow und Dreihöfen aufgeteilt, wovon das Revier Auhrow 310 Joch 1052 Quadratklafter bewirtschaftete. Haupterwerbsquellen bildeten der Ackerbau und die Obstbaumzucht. Das Dorf Auhrow, auch Auerhof genannt, bestand aus 47 Häusern, in denen 334 Personen, darunter eine protestantische Familie lebten. Im Ort gab es ein herrschaftliches Schloss mit ansehnlicher Bibliothek, großem Garten mit Baumschule, Orangerie, Glas- und Feigenhaus, einer Kapelle der hl. Kreuzerhöhung sowie der Wohnung des Amtsdirektors, eine Kapelle des hl. Antonius von Padua, ein obrigkeitliches Bräuhaus, ein dominikales Branntweinhaus, einen dominikalen Meierhof mit Schäferei, ein dominikales Jägerhaus und ein emphyteutisches Wirtshaus. Unter dem Jägerhaus befand sich ein großer Felsenkeller. Abseits lagen eine Brettmühle und eine Ziegelhütte. Pfarrort war Wilimow. Bis zur Mitte des 19. Jahrhunderts war Auhrow Amtssitz des vereinigten Gutes Auhrow samt Přibram und Negepin.
Nach der Aufhebung der Patrimonialherrschaften bildete Ouhrov ab 1849 mit den Ortsteilen Dálčice, Kraborovice und Košťany eine Gemeinde im Gerichtsbezirk Chotěboř. Ab 1868 gehörte der Ort zum Bezirk Chotěboř. 1869 hatte Ouhrov 428 Einwohner und bestand aus 53 Häusern. 1876 wurde im Ortsteil Kraborovice eine Dorfschule errichtet, die auch die Kinder aus Ouhrov besuchten. Die Familie Dobrženský von Dobrženitz hielt das Gut bis 1888, danach wechselten die Eigentümer in rascher Folge. Im Jahre 1900 lebten in Ouhrov 278 Menschen, 1910 waren es 280. Im Jahre 1919 lösten sich Kraborovice, Košťany und Dálčice von Ouhrov los und bildeten eine eigene Gemeinde. Seit 1924 wird Úhrov als amtlicher Ortsname verwendet. 1929 erwarb der Kaufmann und Schuhfabrikant Antonín Štědrý das Gut Úhrov mit 222 ha Grundbesitz. 1930 hatte Úhrov 186 Einwohner und bestand aus 44 Häusern. Der Gutsbesitzer Antonín Štědrý wurde 1943 verhaftet, er verstarb 1945 auf einem Todesmarsch. Nach dem Ende des Zweiten Weltkrieges übernahm sein Sohn Jan Štědrý das Gut, später wurde es zwischen den Brüdern Antonín, Karel und Jan Štědrý aufgeteilt. Nach dem Februarumsturz von 1948 wurde die Familie Štědrý enteignet.
Seit der Gebietsreform von 1960 gehört die Gemeinde zum Okres Havlíčkův Brod. Im Jahre 1961 erfolgte die Eingemeindung nach Kraborovice. Am 1. Januar 1976 wurde das Dorf nach Vilémov eingemeindet. Kraborovice und Úhrov lösten sich zum 24. November 1990 wieder von Vilémov los und bildeten die Gemeinde Kraborovice. Beim Zensus von 2001 lebten in den 42 Häusern des Dorfes 49 Personen.

## Ortsgliederung
Zu Úhrov gehören die Einschichten Na Pilce, Na Sklepích und Úhrovský Mlýn.
Der Ortsteil bildet einen Katastralbezirk.

## Sehenswürdigkeiten
- Barockschloss Úhrov, errichtet zu Beginn des 18. Jahrhunderts für Franz Wenzel Wltawsky von Mannswerth. Der Turm mit der Schlosskapelle der hl. Kreuzerhöhung wurde 1745 angebaut. Das in der Kapelle befindliche Bildnis des kreuztragenden Heilands ist ein Werk von Peter Johann Brandl. Nach der Enteignung der Familie Štědrý diente das Schloss bis 1975 als Sitz und Wohngebäude des Staatsgutes Úhrov, danach wurde das Gut bis 1997 von der Bäuerlichen Handelsgenossenschaft (ZOD) Vilémov bewirtschaftet. Im Jahre 1988 erfolgte der Verkauf des Schlosses ohne die Wirtschaftsgebäude an Eva Matějková, die auf 20 Jahre auch den Schlosspark pachtete. Nach der Samtenen Revolution stellten die Brüder Štědrý 1992 einen Antrag auf Restitution und gründeten das Unternehmen Bohemian Castles a.s. Eva Matějková ließ zu Beginn der 1990er Jahre umfangreiche Sanierungsarbeiten zum Erhalt des verfallenen Denkmals durchführen. Während dieser Zeit begann eine langwierige gerichtliche Auseinandersetzung zwischen den drei Alteigentümern und Matějková wegen der Eigentumsrechte am Schloss, die 2015 zugunsten der Familie Štědrý entschieden wurde. Die meisten der Wirtschaftsgebäude und Teile des Grundstückes veräußerte die Familie Štědrý seit Ende 1990er Jahre an unterschiedliche Käufer. Das Schloss dient als Wohngebäude und ist nicht öffentlich zugänglich.
- Barocke Kapelle des hl. Antonius von Padua auf der Anhöhe nördlich des Schlosses, errichtet zu Beginn des 18. Jahrhunderts, über dem Eingang befindet sich ein Wappenstein von Franz Wenzel Wltawsky von Mannswerth. Die Kapelle ist seit 2012 Eigentum der Gemeinde Kraborovice.
- Jiříkova lípa (Georgs-Linde) vor dem Schloss, der ca. 500 Jahre alte Baum soll zu Ehren des Friedensschlusses von 1469 gepflanzt worden sein. Die seit 1976 als Baumdenkmal geschützte Winterlinde mit einem Stammumfang von ca. 4,2 m war bis 2012 als 5 m hoher hohler Torso mit einem lebenden Seitenast und Wurzelbrut erhalten. Nachdem 2011 in dem Torso ein auch auf die jungen Äste der Wurzelbrut übertragbarer Holzschwammbefall festgestellt wurde, wurde der dürre Torso am 2. Mai 2012 ausgehoben und 2013 an seiner Stelle ein neuer Baum gepflanzt, auf den der Schutzstatus übertragen wurde.
- Statue des hl. Johannes von Nepomuk auf dem Dorfplatz
- Hölzerner Glockenbaum auf dem Dorfplatz
- Statue des hl. Antonius von Padua, in den Feldern südlich des Dorfes
- Statue des hl. Johannes von Nepomuk am Damm des Teiches Kovárník, am Sockel befindet sich das Wappen der Familie Dobrženský von Dobrženitz
- Nischenkapelle U Výrovky
- Replik der mittelalterlichen Feste, am nordöstlichen Ortsausgang auf der Anhöhe Němčina